# Дверь в лето
«Дверь в лето» (англ. The Door into Summer) — научно-фантастический роман Роберта Хайнлайна, впервые опубликованный в 1956 году в журнале Fantasy & Science Fiction. В опросах читателей журнала Locus с 1975 по 1998 года роман признавался 36-м, 29-м и 43-м в списке лучших научно-фантастических романов.

## Сюжет
Действие романа начинается в 1970 году. Дэниел Бун Дэвис — талантливый изобретатель-роботехник. Вместе с Майлзом Джентри, своим лучшим другом, Дэн создаёт маленькую компанию, надеясь получать достаточную прибыль от своих изобретений. Его невеста, Белл Даркин, получив от Дэна некоторый процент акций компании в честь их помолвки, предаёт Дэна и изменяет ему с Майлзом. За счёт обмана Майлз и Белл овладевают контрольным пакетом акций фирмы, и Дэна увольняют.
Ещё до увольнения Дэвис создал гениальное изобретение — «Ловкого Фрэнка», робота, который облегчил бы жизнь всем женщинам, взяв на себя значительную часть работы по дому. В итоге Дэн остаётся ни с чем, а единственными своими друзьями считает кота Петрония Арбитра (Пита) и любимую племянницу Рикки (Фредерика) — приёмную дочь Майлза. В это время в мире широкое распространение получили организации, предлагающие людям замораживание. Дэн решает лечь в «долгий сон», чтобы проснуться через тридцать лет и отомстить своим обидчикам, когда те уже состарятся. Свои акции он отправляет в банк и оставляет там на хранение до совершеннолетия Фредерики. Однако перед погружением в анабиоз Дэн меняет своё решение и вместо Храма «долгого сна» едет к Майлзу и Белл. После долгого спора на повышенных тонах Белл вкалывает Дэвису наркотик, поражающий нервную систему и на время лишающий человека воли. В таком состоянии преступники привозят Дэна в другую компанию, обеспечивающую людям «долгий сон», и кладут его в анабиоз.
Проснувшись в 2000 году, Дэвис видит абсолютно новую жизнь, в которой изменились не только названия городов, но и политические системы многих стран (во Франции, к примеру, снова установилась монархия). Также значительные изменения претерпела экономика, золото обесценилось и стоит достаточно дёшево. Главный герой пытается приспособиться к реалиям нового мира, он устраивается на работу в компанию «Золушка инкорпорейтед», которая является потомком их с Майлзом фирмы. В будущем Дэн встречает постаревшую и сильно подурневшую Белл, которая просит его остаться с ней. От неё Дэвис узнаёт о смерти Майлза, понимает, что время уже отомстило ей за него, и покидает её на сей раз навсегда.
Однажды от коллеги Дэн узнаёт, что гениальный физик Хьюберт Твишел изобрёл машину времени, которая строго засекречена, так как она является одним из побочных эффектов военной разработки. Под видом журналиста главный герой добивается у профессора доверия, и тот решает показать ему своё изобретение. После небольшого эксперимента с монеткой, которая путешествовала во времени, Дэвис просит Твишела показать, как в прошлое или будущее (принцип действия машины времени таков, что шансы отправиться в прошлое и будущее равны) отправить человека. На самом деле профессор не собирался по-настоящему отправлять Дэвиса в прошлое, но тот разозлил его оскорбительными фразами, и физик в состоянии крайнего раздражения нажимает на кнопку путешествия во времени.
Дэн попадает в 1970 год, чтобы изменить прошлое: спасти своё дело, защитить Фредерику от Майлза и снова лечь в «долгий сон». Дэвис упорно работает над новым изобретением — чертёжной машиной, которая облегчит работу инженерам. Приехав в лагерь для девочек, Дэн даёт Фредерике много советов, с помощью которых она избежит многих проблем в будущем. И ещё он хочет, чтобы Фредерика тоже легла в анабиоз, когда достигнет совершеннолетия.
Проснувшись в 2001 году, Дэн встретил повзрослевшую Рикки и женился на ней.

## Персонажи
- Дэниел Бун Дэвис — типичный герой Хайнлайна, имеющий много общего с автором. Инженер и изобретатель, индивидуалист.
- Майлз Джентри — бывший армейский приятель Дэна и его деловой партнёр. Занимается юридической и финансовой стороной их общего бизнеса.
- Белл С. Даркин — секретарша Дэна и Майлза. Она появляется в тот момент, когда деловые партнёры больше всего нуждаются в помощи. Она отличный секретарь, бухгалтер и офис-менеджер, готова работать за гроши. На самом деле Белл — опытная мошенница с богатым криминальным прошлым. Она соблазняет сначала Дэна, затем Майлза.
- Фредерика Вирджиния «Рикки» Хайнике — физически 11-летняя девочка, но эмоционально это почти взрослый человек. Как и многие героини Хайнлайна этого периода, она умная и с рыжими волосами. Очевидно, автор писал её с Вирджинии Хайнлайн — своей жены. Также он использует её детское прозвище, Рикки-Тикки-Тави[3].
- Петроний Арбитр или Пит — кот Дэна. Обладая широким диапазоном выразительных звуков, служит как рупор мыслей главного героя. Дэвис всюду носит Пита в сумке, поит его имбирным пивом и кормит едой из ресторана.
- Чак Фройденберг — лучший друг Дэна в «Золушке инкорпорейтед»
- Доктор Хьюберт Твишел — блестящий физик из университета Колорадо в Боулдере, который изобретает машину для путешествий во времени, изучая антигравитацию. Его разработка совершенно засекречена, однако Чак проговорился о ней Дэну.
- Джон и Дженни Саттон , пара в возрасте 30 лет, которые видят, как Дэн внезапно появляется в их нудистском клубе в 1970 году. Они помогают Дэну в его миссии. Джон — юрист и занимается юридическими вопросами.

## Отзывы и отображение в культуре
Критик Алексей Паншин писал в 1968 году о романе: «в целом, история весьма мелодраматична, но при этом очень весёлая… Как будто Хайнлайн-инженер сказал: „Если мне будут доступны отдельные части, как бы из этих мелких штуковин построить самое любимое здание?“, а потом взял и выстроил роман. Хорошая история». Рецензент «Мира фантастики» Алла Гореликова высоко оценила роман, отметив его доброту, лиричность и оптимизм относительно будущего человечества, назвав его гимном «человеческому разуму и истинной любви».
Название романа было использовано группой The Monkees для песни из своего четвёртого альбома Pisces, Aquarius, Capricorn & Jones Ltd. Одноимённая песня есть и у российской рок-группы «Чиж & Co» (автор текста Сергей «Коча» Кочерга), в которой есть прямая отсылка к Хайнлайну и котам, ищущим «Дверь в лето».

## Экранизация
По мотивам романа был поставлен одноимённый российский трёхсерийный фильм-спектакль в 1992 году коллективом из Санкт-Петербурга под руководством режиссёра Валерия Обогрелова.
19 февраля 2021 года состоялась премьера японской адаптации Томое Кано и режиссера Такахиро Мики. Действие фильма начинается в 1995 году, а главного героя зовут Такакура Соитиро

## Интересный факт
- Хайнлайн написал роман всего за 13 дней[9].